# ناليدي باندور
غريس ناليدي مانديسا باندور (بالأفريقانيّة: Grace Naledi Mandisa Pandor؛ مواليد 7 كانون الأول/ ديسمبر 1953 في ديربان) هي سياسيّة وأكاديميّة من جنوب إفريقيا تعمل كوزيرة للعلاقات الدوليّة والتعاون منذ عام 2019. عملت كعضو في البرلمان عن المؤتمر الوطني الإفريقي منذ عام 1994. عُرِف عنها دفاعها عن القضية الفلسطينيّة في المحافل الدوليّة، حيث حصلت على وسام القدس عام 2022.

## حياتها
كان والد جريس ناليدي مانديسا ماثيوز هو السياسي والمحامي فنسنت جوزيف جاوباكوي "جو" ماثيوز، وكان جدها سياسيًا وأستاذًا جامعيًا ودبلوماسيًا زكريا كيوديريلانج ماثيوز. وكلاهما كانا من بين المتهمين في محاكمة الخيانة عام 1956.
تخرجت ناليدي ماثيوز من مدرسة غابورون الثانوية في غابورون، بوتسوانا في عام 1972.
من عام 1973 إلى عام 1977 درست في بوتسوانا في جامعة بوتسوانا وسوازيلاند (UBS). وهناك التقت بالشريف جوزيف باندور وتزوجته. اعتنقت العقيدة الإسلامية. تخرجت من جامعة UBS بدرجة البكالوريوس في الآداب وشهادة التعليم المستمر. وفي عام 1978 حصلت على دبلوم في التربية من جامعة لندن، ثم حصلت في عام 1979 على درجة الماجستير في الآداب في التربية من نفس الجامعة. وفي عام 1992 حصلت على دبلوم آخر في التعليم العالي والإدارة والقيادة في التنمية من برنامج برين ماور الصيفي وفي عام 1997 مرة أخرى حصلت على دبلوم في القيادة في التنمية من كلية كينيدي للإدارة الحكومية، وهي جزء من جامعة هارفارد. وفي نفس العام حصلت على درجة الماجستير أخرى في اللغويات من جامعة ستيلينبوش. وفي عام 2019، حصلت كوزيرة على درجة الدكتوراه في التربية من جامعة بريتوريا. دكتوراه. تحمل أطروحتها عنوان المعنى المتنازع عليه للتحول في التعليم العالي في جنوب أفريقيا ما بعد الفصل العنصري (باللغة الألمانية: "المعنى المتنازع عليه لمصطلح التحول في مجال التعليم العالي في جنوب أفريقيا ما بعد الفصل العنصري").
في عام 1980 قامت باندور بالتدريس في مدرسة إرنست بيفين في لندن ومن عام 1981 إلى عام 1984 في جابورون. ثم عملت بعد ذلك كمحاضرة في كلية تونج للتربية في ما كان يعرف آنذاك ببوفوثاتسوانا. عملت من عام 1986 إلى عام 1989 كمحاضرة أولى في اللغة الإنجليزية في جامعة بوفوثاتسوانا، ومن عام 1989 إلى عام 1994 كأستاذة كرسي في برنامج الدعم الأكاديمي في جامعة كيب تاون.
وفي انتخابات عام 1994 حصلت على تفويض في الجمعية الوطنية. من عام 1994 إلى عام 1995 كانت نائبة رئيس السوط ومن عام 1995 إلى عام 1998 كانت نائبة رئيس السوط. وفي عام 1998 أصبحت نائبة رئيس المجلس الوطني للمقاطعات (NCOP). وفي عام 1999 تم تعيينها رئيسة للمجلس الوطني للمقاطعات من قبل الرئيس ثابو مبيكي، والذي ترأسته حتى عام 2004. كما تم انتخابها لعضوية اللجنة التنفيذية الوطنية لحزب المؤتمر الوطني الأفريقي في عام 2002. وفي عام 2004، انضمت إلى حكومة مبيكي الثاني، حيث أصبحت وزيرة للتعليم. احتفظت بهذه الحقيبة في حكومة موتلانثي. ومن عام 2009 إلى عام 2012 كانت وزيرة العلوم والتكنولوجيا في حكومة زوما الأول؛ ثم أصبحت وزيرة للداخلية. وفي حكومة زوما الثاني، التي تم تشكيلها في عام 2014، شغلت مرة أخرى منصب وزيرة العلوم والتكنولوجيا.
كانت غريس ناليدي باندور عضوة في اللجنة التنفيذية الوطنية لحزب المؤتمر الوطني الأفريقي منذ عام 2002.[1] بين عامي 2013 و 2015 مثلت باندور جاكوب زوما كرئيس عدة مرات.
وفي 29 مايو 2019، أصبحت وزيرة للعلاقات الدولية والتعاون (وزيرة للخارجية).
لدى غريس ناليدي باندور وزوجها أربعة أبناء.

## وزيرة العلاقات الدولية والتعاون (2019–حالياً)
بعد الانتخابات العامة 2019 تم تقسيم وزارة التعليم العالي والتدريب. كان من المتوقع أن يتم تعيين باندور نائبًا لرئيس جنوب أفريقيا. لقد كانت الاختيار الأصلي لرامافوزا لمنصب نائب الرئيس في عام 2017 في المؤتمر الانتخابي لحزب المؤتمر الوطني الأفريقي. تم تعيينها بدلاً من ذلك وزيرة للعلاقات الدولية والتعاون وتولت منصبها في 30 مايو 2019.

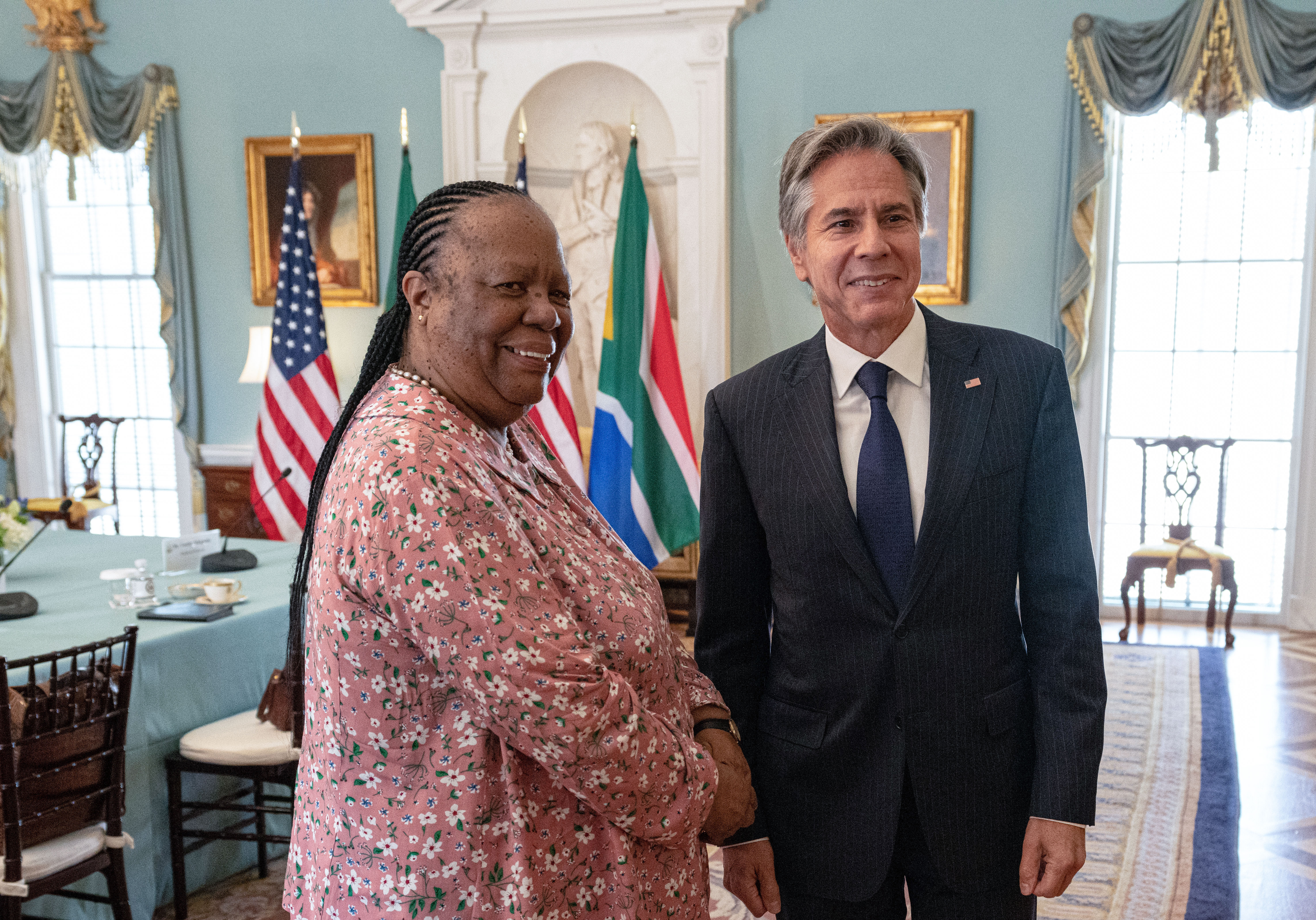
باندور مع وزير خارجية الولايات المتحدة أنتوني بلينكن في سبتمبر 2022

ردًا على الغزو الروسي لأوكرانيا عام 2022، انتقدت باندور ووزارة العلاقات الدولية والتعاون في البداية الغزو وأصدروا بيانًا دعوا فيه روسيا إلى سحب قواتها من أوكرانيا على الفور. وبحسب ما ورد كان رامافوزا غير راضٍ عن باندور وبيان الوزارة، لأنه يتناقض مع موقف جنوب أفريقيا بأن المفاوضات ضرورية لإنهاء الحرب. تراجعت باندور لاحقًا عن موقفها، والتزمت بخط الحزب بدلاً من ذلك.
في 10 مارس 2022، قالت باندور إنها تؤيد فكرة العملة الأفريقية الموحدة لزيادة التجارة بين القارة.

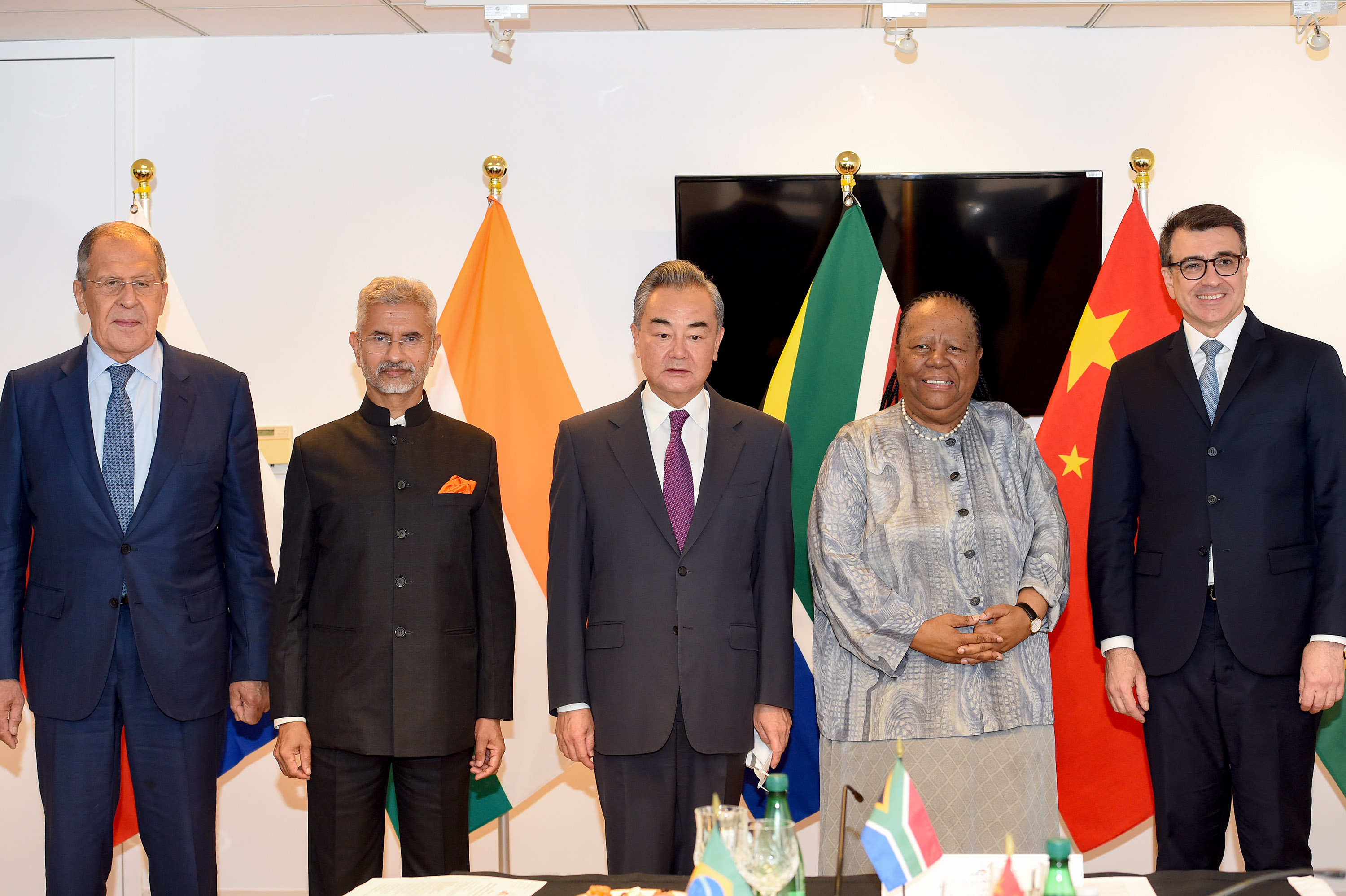
اجتماع وزراء خارجية بريكس (البرازيل، روسيا، الهند، الصين، جنوب أفريقيا) في نيويورك في 22 سبتمبر 2022

وفي اجتماع وزراء خارجية دول البريكس (البرازيل وروسيا والهند والصين وجنوب أفريقيا) في مدينة نيويورك في 22 سبتمبر 2022.
في سبتمبر 2022 حلت باندور محل رامافوزا في الدورة السابعة والسبعين للجمعية العامة للأمم المتحدة بعد أن قرر العودة إلى جنوب إفريقيا بسبب أزمة الكهرباء المستمرة بعد زيارة العمل التي قام بها في واشنطن العاصمة. وقالت باندور أن جميع الحروب والصراعات الدائرة حول العالم يجب أن تحظى باهتمام متساوٍ. كما دعت إلى محاسبة إسرائيل على "أعمالها المدمرة" في الصراع الإسرائيلي الفلسطيني، وإلى رفع الحصار المفروض على كوبا، وكررت دعوة الاتحاد الأفريقي إلى رفع العقوبات عن زيمبابوي.
كانت باندور واحدة من عدد من الوزراء الحاليين الذين سعوا دون جدوى لإعادة انتخابهم للجنة التنفيذية الوطنية للمؤتمر الوطني الأفريقي في المؤتمر الوطني الخامس والخمسين للحزب في ديسمبر 2022.
ردًا على مذكرة الاعتقال الصادرة عن المحكمة الجنائية الدولية بحق فلاديمير بوتين، انتقدت باندور المحكمة الجنائية الدولية لعدم وجود ما أسمته "نهجًا عادلاً" تجاه جميع القادة المسؤولين عن انتهاكات القانون الدولي. جنوب أفريقيا التي فشلت في التزامها باعتقال الرئيس السوداني عمر البشير الزائر في يونيو 2015، دعت الرئيس الروسي فلاديمير بوتين لحضور قمة البريكس الخامسة عشرة لقادة البرازيل وروسيا والهند والصين وجنوب أفريقيا في أغسطس 2023. إن أفريقيا من الدول الموقعة على نظام روما الأساسي، إلا أن وجود فلاديمير بوتين يظل غير مؤكد. في مايو 2023، أعلنت باندور أنها وافقت على الحصانة الدبلوماسية لفلاديمير بوتين ومسؤوليه حتى يتمكنوا من حضور قمة البريكس الخامسة عشرة على الرغم من مذكرة الاعتقال الصادرة عن المحكمة الجنائية الدولية.
في 23-26 يناير 2023، زار وزير الخارجية الروسي سيرغي لافروف جنوب أفريقيا والعديد من الدول الأفريقية الأخرى. وشكر باندور لافروف على "الاجتماع الرائع" ووصف روسيا بأنها "شريك مهم".
في 12 نوفمبر 2023، دعت غريس باندور المحكمة الجنائية الدولية إلى تسريع تحقيقاتها في جرائم الحرب الإسرائيلية في الحرب بين إسرائيل وحماس عام 2023، وذكرت أنه ينبغي إصدار أوامر اعتقال بحق رئيس الوزراء الإسرائيلي بنيامين نتنياهو.
كما وصرحت في 14 مارس 2024 بأنه سيتم اعتقال جنود جيش الإحتلال الإسرائيلي الذين يحملون جنسية جنوب إفريقيا فورعودتهم للبلاد.

## وصلات خارجية
- صفحة ناليدي باندور في الجمعيّة الوطنيّة (بالإنجليزيّة)